# Arcuphantes
Arcuphantes Chamberlin & Ivie, 1943 è un genere di ragni appartenente alla famiglia Linyphiidae.

## Distribuzione
Le quarantadue specie oggi note di questo genere sono state rinvenute in Asia orientale e America settentrionale: ben venticinque di esse, il 60% del totale, sono endemiche del solo Giappone.

## Tassonomia
Non è un sinonimo posteriore di Fusciphantes Oi, 1960, a seguito di un lavoro degli aracnologi Saaristo, Tu & Li del 2006, contra un lavoro di Oi del 1964; da confrontare, al riguardo, anche un recente studio di Tanasevitch (2010d).
Da riscontrare, inoltre, che esemplari dalla denominazione Otunus Chikuni, 1955, in un lavoro di Yaginuma in Brignoli, 1983c sono considerati in sinonimia con Arcuphantes, mentre in un precedente studio dello stesso Yaginuma (1970d) erano considerati nomina nuda.
Dal 2010 non sono stati esaminati esemplari di questo genere.
A dicembre 2012, si compone di 42 specie:
1. Arcuphantes arcuatulus (Roewer, 1942) — USA, Canada
2. Arcuphantes ashifuensis (Oi, 1960) — Giappone
3. Arcuphantes awanus Ono & Saito, 2001 — Giappone
4. Arcuphantes cavaticus Chamberlin & Ivie, 1943 — USA
5. Arcuphantes chikunii Oi, 1979 — Giappone
6. Arcuphantes chinensis Tanasevitch, 2006 — Cina
7. Arcuphantes concheus Ono & Saito, 2001 — Giappone
8. Arcuphantes decoratus Chamberlin & Ivie, 1943 — USA
9. Arcuphantes delicatus (Chikuni, 1955) — Giappone
10. Arcuphantes digitatus Saito, 1992 — Giappone
11. Arcuphantes dubiosus Heimer, 1987 — Mongolia
12. Arcuphantes elephantis Ono & Saito, 2001 — Giappone
13. Arcuphantes ephippiatus Paik, 1985 — Corea
14. Arcuphantes fragilis Chamberlin & Ivie, 1943[3] — USA
15. Arcuphantes fujiensis Yaginuma, 1972 — Giappone
16. Arcuphantes hamadai Oi, 1979 — Giappone
17. Arcuphantes hastatus Ono & Saito, 2001 — Giappone
18. Arcuphantes hikosanensis Saito, 1992 — Giappone
19. Arcuphantes hokkaidanus Saito, 1992 — Giappone
20. Arcuphantes iriei Saito, 1992 — Giappone
21. Arcuphantes juwangensis Seo, 2006 — Corea
22. Arcuphantes keumsanensis Paik & Seo, 1984 — Corea
23. Arcuphantes kobayashii Oi, 1979 — Giappone
24. Arcuphantes longissimus Saito, 1992 — Giappone
25. Arcuphantes maritimus Tanasevitch, 2010 — Russia
26. Arcuphantes namhaensis Seo, 2006 — Corea
27. Arcuphantes orbiculatus Saito, 1992 — Giappone
28. Arcuphantes osugiensis (Oi, 1960) — Giappone
29. Arcuphantes paiki Saito, 1992 — Giappone
30. Arcuphantes pennatus Paik, 1983 — Corea
31. Arcuphantes pictilis Chamberlin & Ivie, 1943 — USA
32. Arcuphantes potteri Chamberlin & Ivie, 1943 — USA
33. Arcuphantes pulchellus Paik, 1978 — Corea
34. Arcuphantes rostratus Ono & Saito, 2001 — Giappone
35. Arcuphantes saragaminensis Ono & Saito, 2001 — Giappone
36. Arcuphantes scitulus Paik, 1974 — Corea
37. Arcuphantes sylvaticus Chamberlin & Ivie, 1943 — USA
38. Arcuphantes tamaensis (Oi, 1960) — Giappone
39. Arcuphantes troglodytarum (Oi, 1960) — Giappone
40. Arcuphantes tsushimanus Ono & Saito, 2001 — Giappone
41. Arcuphantes uenoi Saito, 1992 — Giappone
42. Arcuphantes yamakawai (Oi, 1960) — Giappone

### Specie trasferite
- Arcuphantes curvatus Sha & Zhu, 1987; trasferita al genere Bifurcia Saaristo, Tu & Li, 2006
- Arcuphantes hibanus Saito, 1992; trasferita al genere Fusciphantes Oi, 1960
- Arcuphantes iharai Saito, 1992; trasferita al genere Fusciphantes Oi, 1960
- Arcuphantes longiscapus (Oi, 1960); trasferita al genere Fusciphantes Oi, 1960
- Arcuphantes nojimai Ihara, 1995; trasferita al genere Fusciphantes Oi, 1960
- Arcuphantes okiensis Ihara, 1995; trasferita al genere Fusciphantes Oi, 1960
- Arcuphantes ramosus Li & Zhu, 1987; trasferita al genere Bifurcia Saaristo, Tu & Li, 2006
- Arcuphantes saitoi Ihara, 1995; trasferita al genere Fusciphantes Oi, 1960
- Arcuphantes septentrionalis (Oi, 1960); trasferita al genere Epibellowia Tanasevitch, 1996.
- Arcuphantes setouchi Ihara, 1995; trasferita al genere Fusciphantes Oi, 1960
- Arcuphantes tsurusakii Ihara, 1995; trasferita al genere Fusciphantes Oi, 1960